# Chris Curtis
Chris Curtis (geboren als Christopher Crummey) (Oldham, 26 augustus 1941 – Liverpool, februari 2005) was een Brits drummer en vocalist, vooral bekend van de popband The Searchers.

## Biografie
Curtis werd geboren als Christopher Crummey in Oldham, Lancashire, waarna zijn ouders naar Liverpool verhuisden. Hij ging naar St Mary's College in Crosby en in die periode jamde hij veel met zijn schoolvriend Michael Prendergast (later bekend als Mike Pender, de leadgitarist van The Searchers).

### Muzikale carrière
Curtis werd in 1962 drummer bij The Searchers ter vervanging van Norman McGarry, die vertrok om de plaats van Ringo Starr in Rory Storm & the Hurricanes in te nemen. Na een aantal incidenten – mede veroorzaakt door zijn drugsgebruik en een uitputtend tourschema – verliet Curtis de band in 1966.
In 1967 stond Curtis bovenaan de hitlijsten met Let's Go to San Francisco, opgenomen met een team van sessiemuzikanten onder de naam The Flower Pot Men. Ook bracht hij onder eigen naam de single Aggravation uit, maar dat was geen commercieel succes.  
Hij verliet de muziekindustrie en trad in 1969 toe tot de Inland Revenue, een afdeling van de Britse regering die verantwoordelijk is voor de inning van directe belastingen.

### Overlijden
Curtis werd op 28 februari 2005 dood aangetroffen in zijn huis in Liverpool. Volgens zijn mede-bandleden was hij al lange tijd ziek.
- Gemeinsame Normdatei: 1209129299
- International Standard Name Identifier: 0000 0004 6209 6503
- Library of Congress Control Number: no2006096125
- MusicBrainz: 09993f99-027b-4992-ab89-63b05e16d0a6
- Virtual International Authority File: 26824763
- WorldCat: E39PBJtxm4FWJpcQBWhHvMdvpP